# Турпаян, Людмила Николаевна
Людмила Николаевна Турпаян (род. 19 мая 1946) — советская, казахская актриса, Народная артистка Казахстана (1998), Почётный гражданин Северо-Казахстанской области, лауреат Международных и республиканских театральных фестивалей.

## Биография
Родилась 19 мая 1946 года в городе Петропавловске. В 1965 году окончила студию Северо-Казахстанского областного русского драматического театра им. Н. Погодина. Работала в театрах Кемерово, Советская Гавань, Фергана, Златоуст, Уральск и др. С 1968 года работает актрисой Северо-Казахстанского областного русского драматического театра им. Н. Погодина.

## Роли в театре
- Мария Александровна — Ф. М. Достоевский «Дядюшкин сон»
- Сандырева — А. Н. Островский «Счастливый день»
- Огюстина — Роберт Тома «Восемь любящих женщин»
- Флоренс Снайдер — Кен Людвиг «Примадонны»
- Памела Кронки — Джон Патрик «Дорогая Памелла»
- Ольга — «Три сестры — 21 век» современные фантазии по пьесе А. П. Чехова
- Миссис Сэвидж — Джон Патрик «Странная миссис Сэвидж»
- Марфа Игнатьевна Кабанова — А. Н. Островский «Гроза»
- Глафира Климовна Глумова — А. Н. Островский «Я вам нужен, господа»
- Бабушка — А. Касона «Деревья умирают стоя»
- Грета — А. Коровкин «Тётки в законе»

## Награды и звания
1. Заслуженная артистка Казахской ССР (1985)
2. Народная артистка Казахстана (1998)
3. Стипендиат в области культуры и искусства Президента Республики Казахстан Нурсултана Абишевича Назарбаева (2015)
4. Почётный знак «За заслуги в развитии культуры и искусства» (27 марта 2017 года, Межпарламентская ассамблея СНГ) — за значительный вклад в формирование и развитие общего культурного пространства государств — участников Содружества Независимых Государств, в реализацию идей сотрудничества в сфере культуры и искусства[1]
5. Почетный гражданин Северо-Казахстанской области (2018)